# Escola Superior de Desenho Industrial da Universidade do Estado do Rio de Janeiro
A Escola Superior de Desenho Industrial (ESDI-UERJ) é uma unidade de ensino da Universidade do Estado do Rio de Janeiro e é considerada a primeira instituição a oferecer um curso de graduação em design de nível superior no Brasil. A instituição foi fundada em 1962 e suas atividades iniciaram em 1963 como entidade autônoma, durante o governo de Carlos Lacerda. O modelo seguido pela ESDI nos anos iniciais foi fortemente influenciado pela Escola de Ulm e indiretamente pela Bauhaus, que difundiu uma visão de funcionalismo no design.
A escola oferece cursos de graduação em design e, desde 2016, também de Arquitetura e Urbanismo. Na pós-graduação, inclui o Mestrado e Doutorado em Design, curso de especialização em Gestão e Restauro Arquitetônico, e atividades de pesquisa e extensão. A Escola mantém um projeto de Incubadora de Empresas de Design fundada em 2007 em seu campus, com o objetivo de incentivar e consolidar empresas na área de design, na maioria das vezes, de ex-alunos da faculdade.
A sede da ESDI está instalada em um conjunto de prédios na Lapa, centro do Rio de Janeiro, abrigando  salas de aula, oficinas de madeira, metal, prototipagem rápida, gráfica, laboratórios de informática, biblioteca especializada e salas de pesquisa.

## História

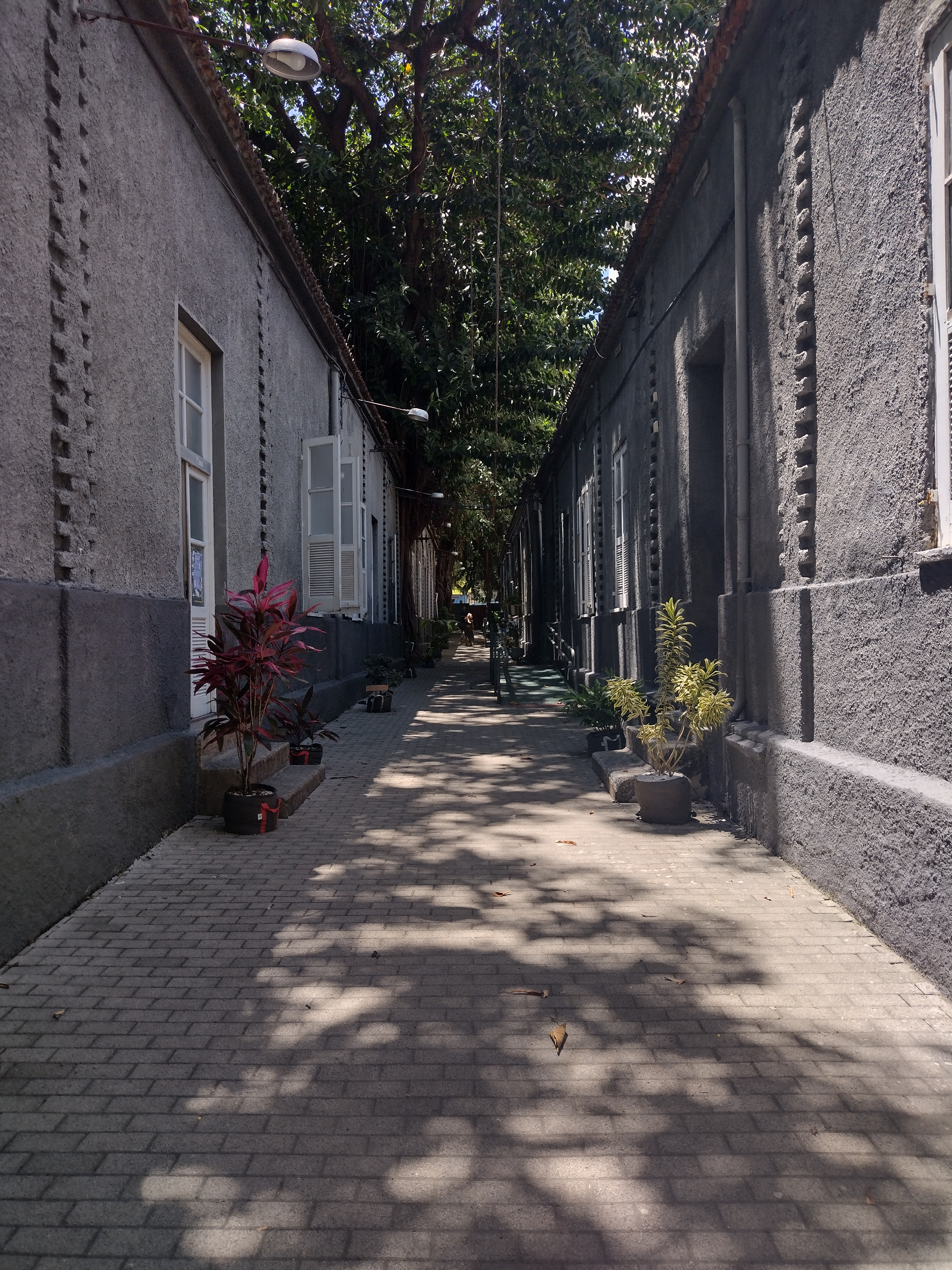
Boulevard da escola que permite acesso as salas de aula

### Fundação
A escola foi concebida em um plano elaborado por Alexandre Wollner e Karl Heinz Bergmiller, designers ex-alunos da HfG-Ulm e professores da escola, a partir de experiências anteriores como o projeto da Escola Técnica de Criação elaborado por Tomás Maldonado para o MAM-Rio no final dos anos 50 - que não chegou a ser executado, e o próprio curso de gráfica experimental de Alexandre Wollner e Aloísio Magalhães no MAM-Rio em 1961. Apesar dos esforços de implementar a Escola, não havia recursos financeiros suficientes para implementação do curso. Mas seu projeto influenciou a criação da ESDI. Sua fundação deve-se também, em grande medida, ao projeto político de desenvolvimento tecnológico e industrial do Estado da Guanabara capitaneado pelo então governador Carlos Lacerda.
A escola surge com o objetivo de formar profissionais em design, uma profissão que até então ainda não era muito disseminada no mundo e no Brasil. Havia a necessidade de gerar mão de obra qualificada para suprir demandas geradas pelo crescimento da indústria, no que tangedesign de produto e comunicação visual. Configura o que seria uma solução brasileira para o industrial design.

### Processo Seletivo Inicial
Para ingressar na escola a pessoa candidata deveria fazer provas de português, língua estrangeira, teste vocacional e uma entrevista. Não havia uma nota, e sim conceitos atribuídos. Uma pessoa que já possuísse a matrícula na ESDI deveria fazer dois anos de curso básico e dois anos de especialização em Desenho Industrial ou Comunicação Visual. Mas, para isso,  deveria ter êxito no primeiro semestre do curso para receber a permissão para continuá-lo.  Inscreverem-se 227 candidatos e 30 foram selecionados. Desse total 25 eram homens e 5 mulheres.

### Currículo
A ESDI valeu-se da proposta formulada em 1955 por Maldonado por ocasião da inauguração oficial da HfG, adotando os mesmos princípios pedagógicos. Tal proposta serviu de base para que, em 1968, se criasse um novo currículo, aceito pelo CFE - Conselho Federal de Educação como o primeiro currículo mínimo para bacharelados em desenho industrial no país.

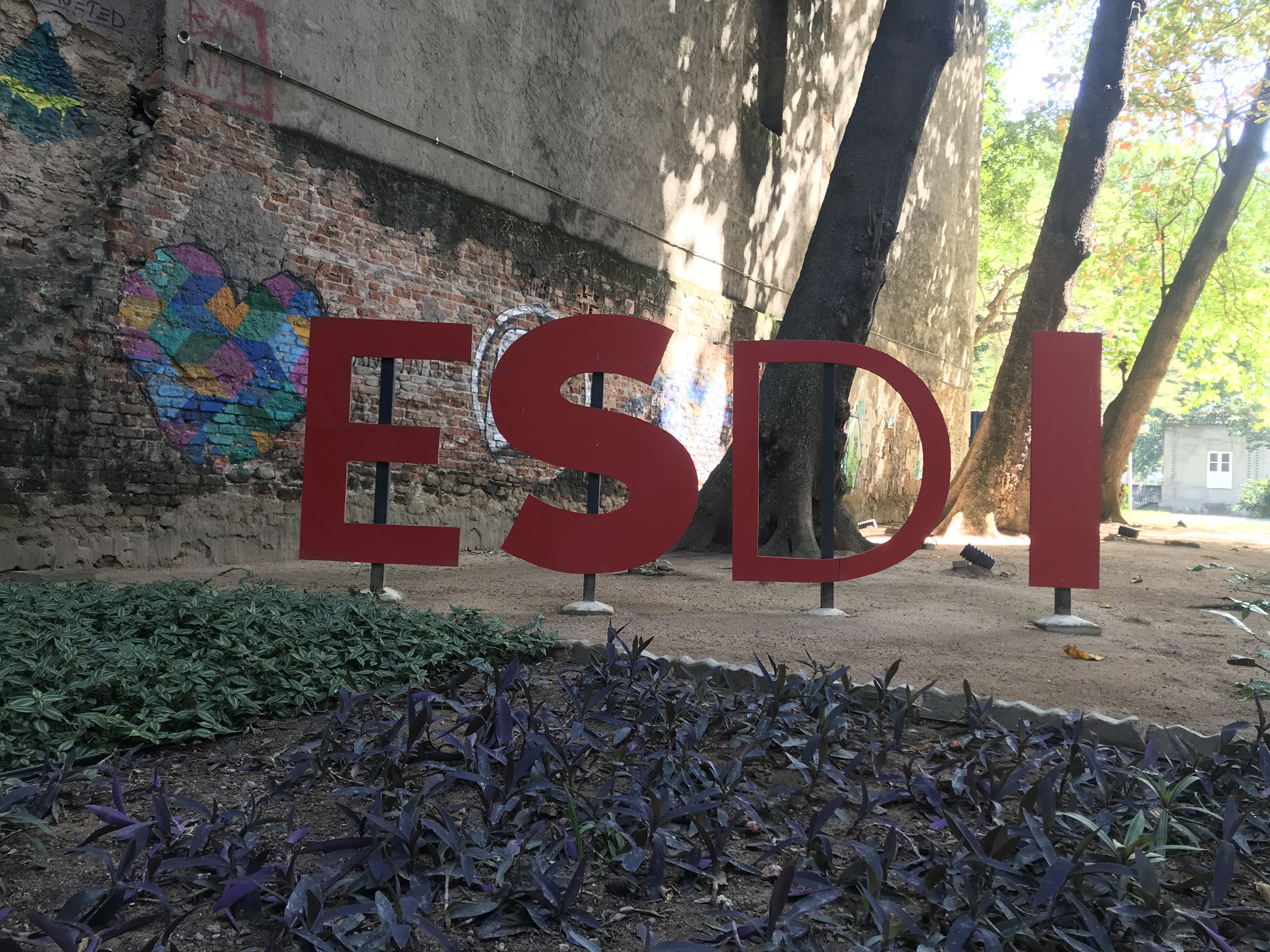
Jardim da Escola Superior de Desenho Industrial

## Primeiras Iniciativas do Design no Brasil
Embora seja considerada um marco simbólico importante de consolidação para a área do design, outras iniciativas antecederam o ensino de design no país, como o curso no Instituto de Arte Contemporânea (IAC) no Museu de Arte de São Paulo (MASP) em 1950, que tinha como uma das criadoras a arquiteta Lina Bo Bardi, e a implantação do currículo da formação de Desenho Industrial e Programação visual na Faculdade de Arquitetura e Urbanismo da Universidade de São Paulo (FAU-USP) em 1962. O Curso de Desenho de Propaganda e Artes Gráficas da Fundação Getúlio Vargas foi criado em 1946, anos antes da ESDI, e foi um curso de desenho inspirado na Escola de arte Bauhaus, sob a orientação de Tomás Santa Rosa Jr. O curso tinha como objetivo formar alunos capacitados para exercer atividades relacionadas à publicidade e a artes gráficas para atuar em impressos, capas de livros, revistas e jornais.

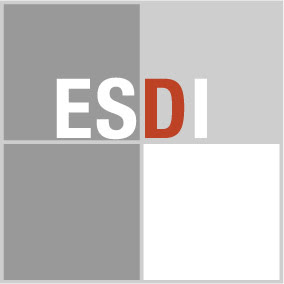
Logo ESDI criado pelo professor Arisio Rabin na segunda metade dos anos 1990

## Cursos e internacionalização
No início dos anos 70, a ESDI foi a primeira escola a requerer filiação ao ICSID (International Council of Societies of Industrial Design)e no ano de 2002 passou a contar com programas de convênio e intercâmbio com instituições internacionais, hoje coordenados pelo Departamento de Cooperação Internacional da UERJ. A partir de 1975, a ESDI foi integrada à Universidade do Estado do Rio de Janeiro. Em 2005, passou a oferecer o mestrado em design e em 2013, o nível de doutorado em design. Em 2007, também foi listada pela revista americana BusinessWeek entre as 60 melhores escolas de design do mundo.
Desde sua fundação, a ESDI tem oferecido graduação de design integrada, com habilitação dupla obrigatória em design gráfico (comunicação visual) e design de produto (projeto de produto). Porém, a partir de 2017, o currículo original foi atualizado e a formação compreende três eixos adicionais, totalizando cinco eixos, sendo eles: Design de Produto, Design de Comunicação (antiga Programação Visual), Design de Interação, Design de Serviços e Teoria, História e Crítica do Design.
Desde 2016, a ESDI-UERJ passou a oferecer o curso de Arquitetura e Urbanismo na cidade de Petrópolis. Embora em cidades diferentes, tanto a graduação em design como a graduação em arquitetura e urbanismo pertencem à mesma unidade acadêmica, constituindo departamentos distintos. Em 2022, a unidade possui quatro departamentos distintos: Departamento de Arquitetura e Urbanismo (DAU), Departamento de Integração Cultural (DIC), Departamento de Projeto de Produto (DPP) e Departamento de Programação Visual (DPV). Com exceção do DAU, os demais departamentos não correspondem a graduações diferentes e os novos eixos curriculares (interação e serviços) encontram-se distribuídos entre eles.

## Esdianos
Durante sua existência, a escola formou nomes importantes no design no Brasil. Entre estes nomes, está Lucy Niemeyer que se formou em 1972 e voltou para a escola como professora. Ela foi pioneira na área de design no Brasil. Outro aluno que se forma na escola e volta como professor é Pedro Luiz Pereira de Souza. Em 1996, publicou o livro Esdi: Biografia de Uma Ideia. Esse que conta com arquivos da escola, desde sua fundação até a década de 1990. Mais um aluno notável formado pela escola é o fotógrafo e cineasta Walter Carvalho 

## Galeria

Espaços da Escola Superior de Desenho Industrial
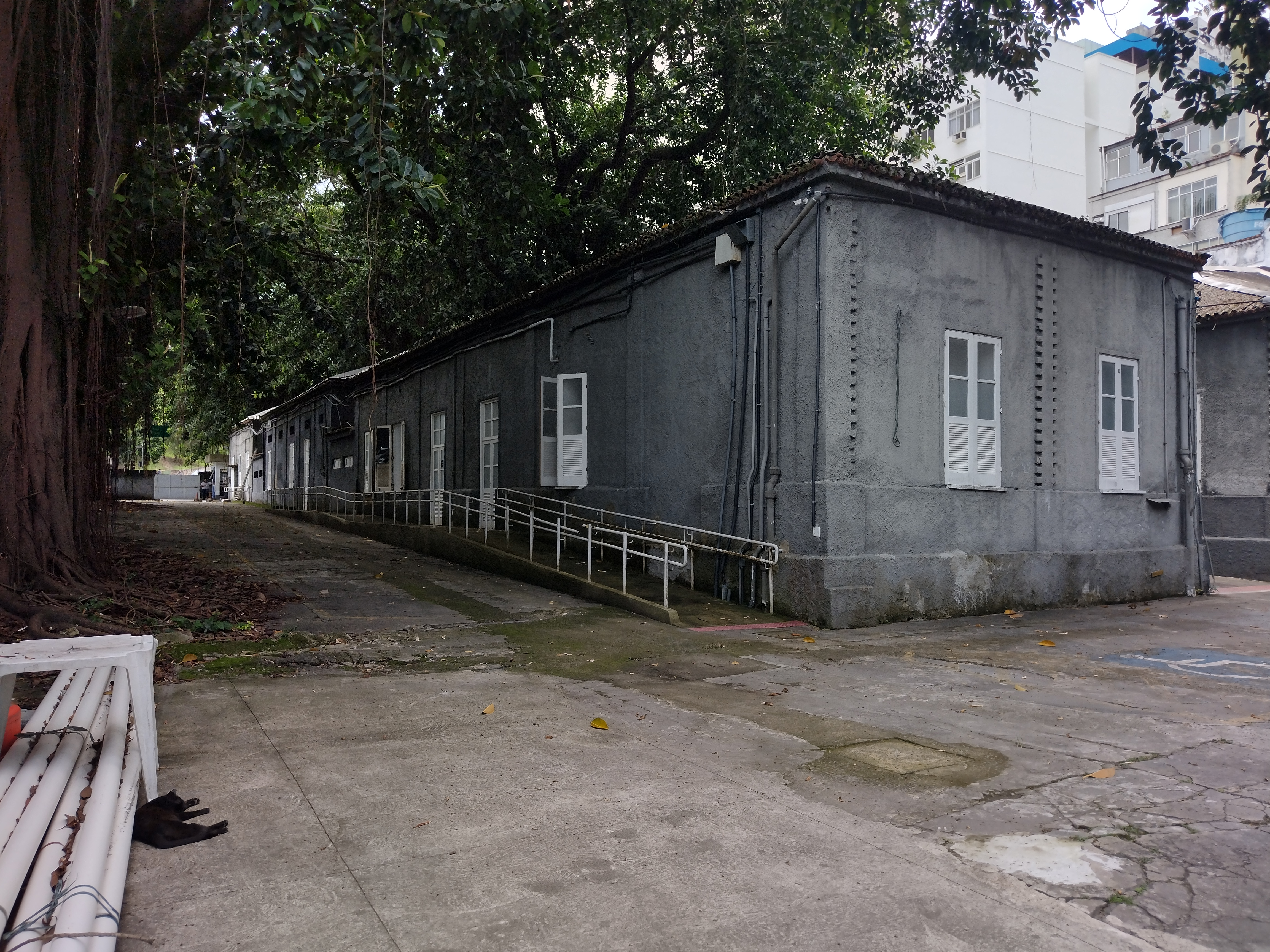
Vila de casas
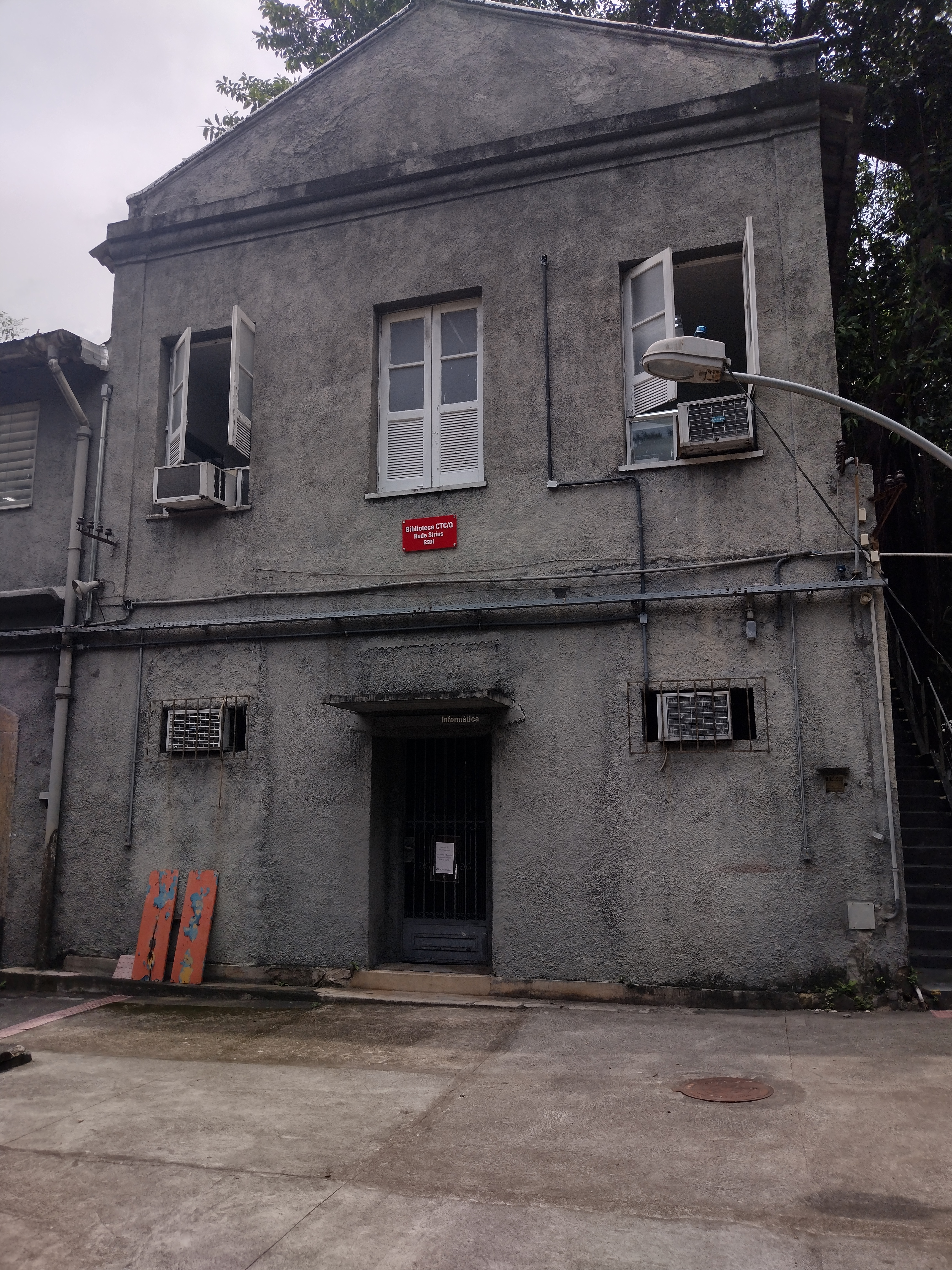
Lab Info
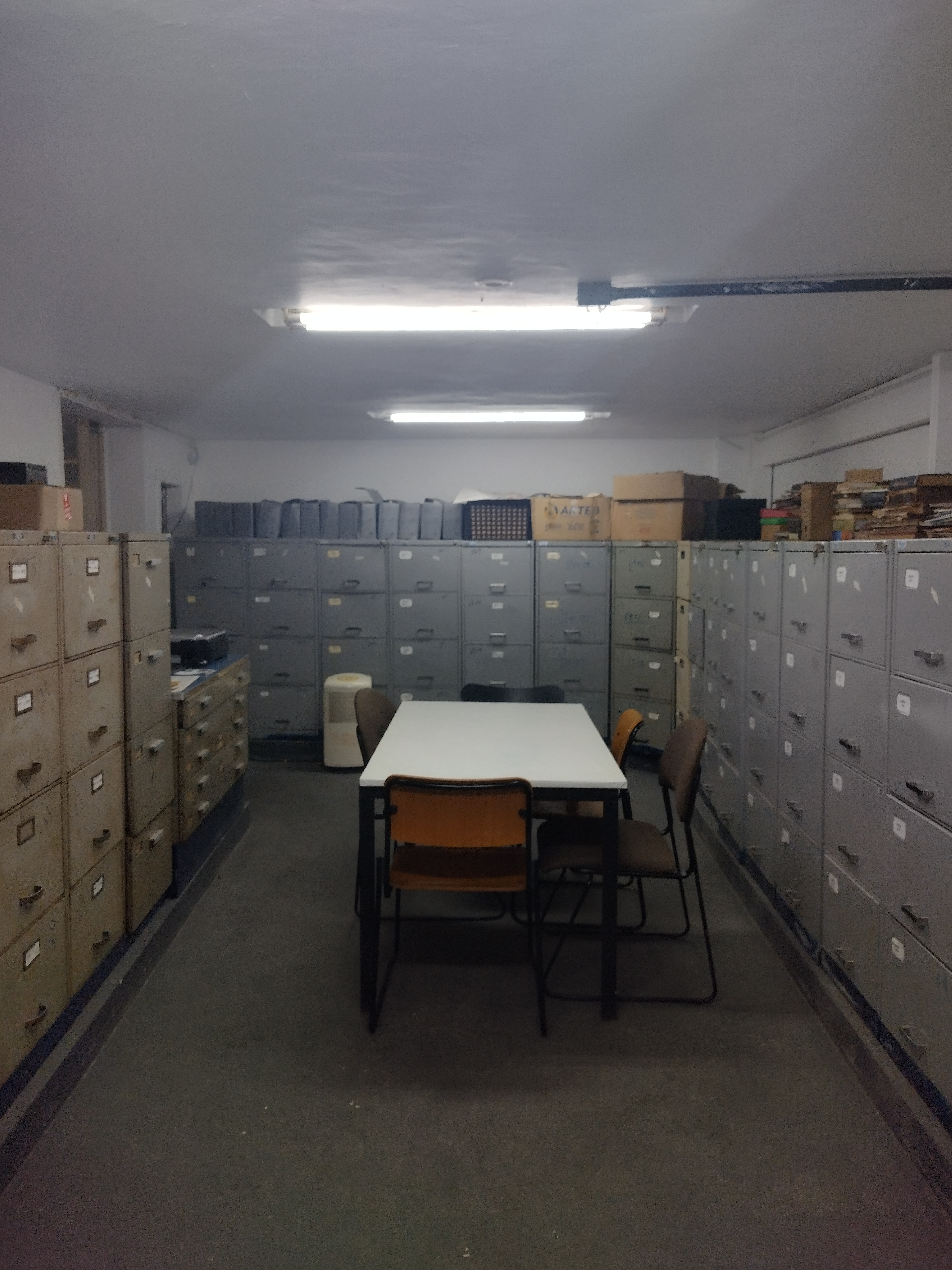
Arquivo
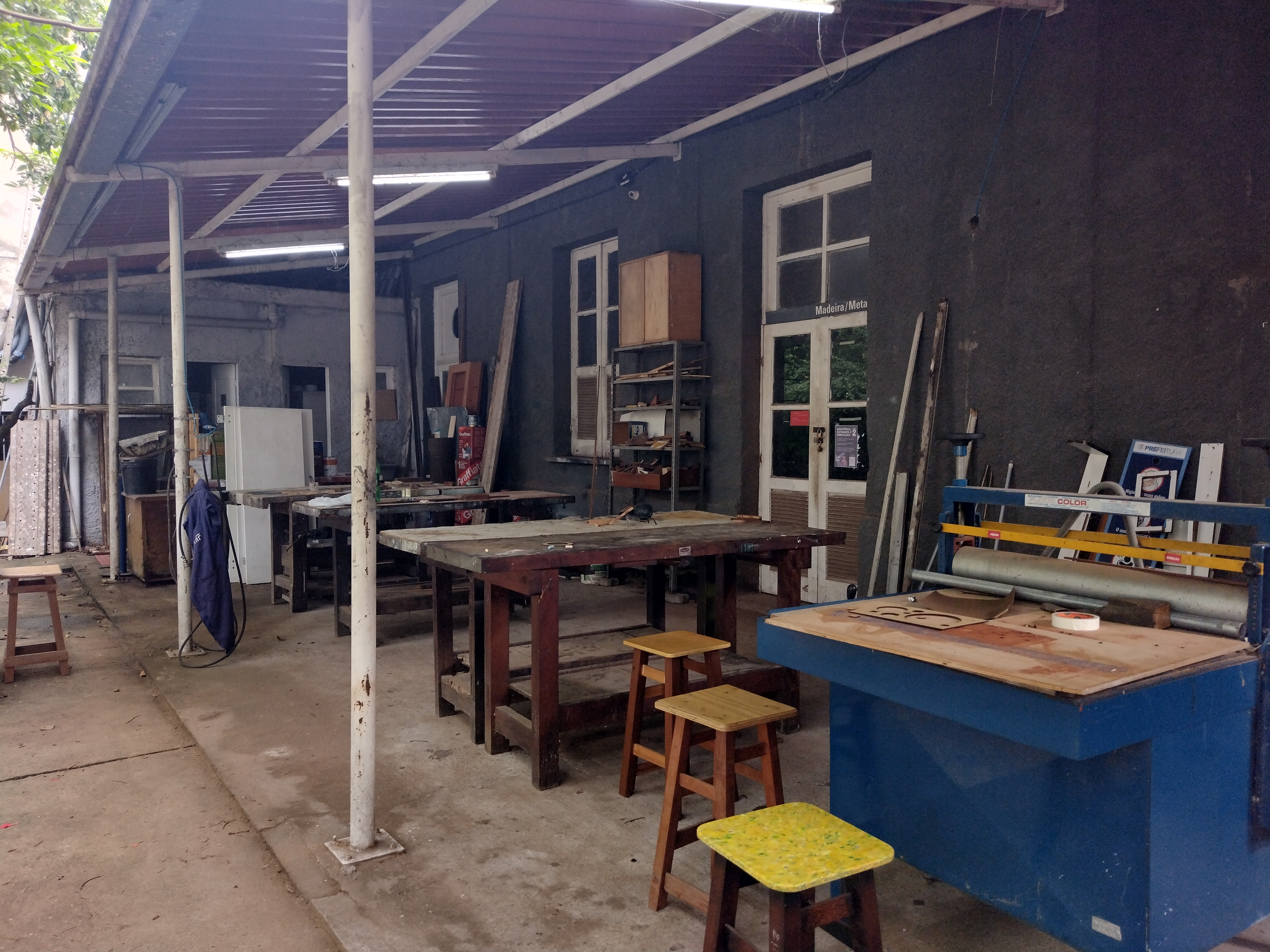
Oficina de Materiais
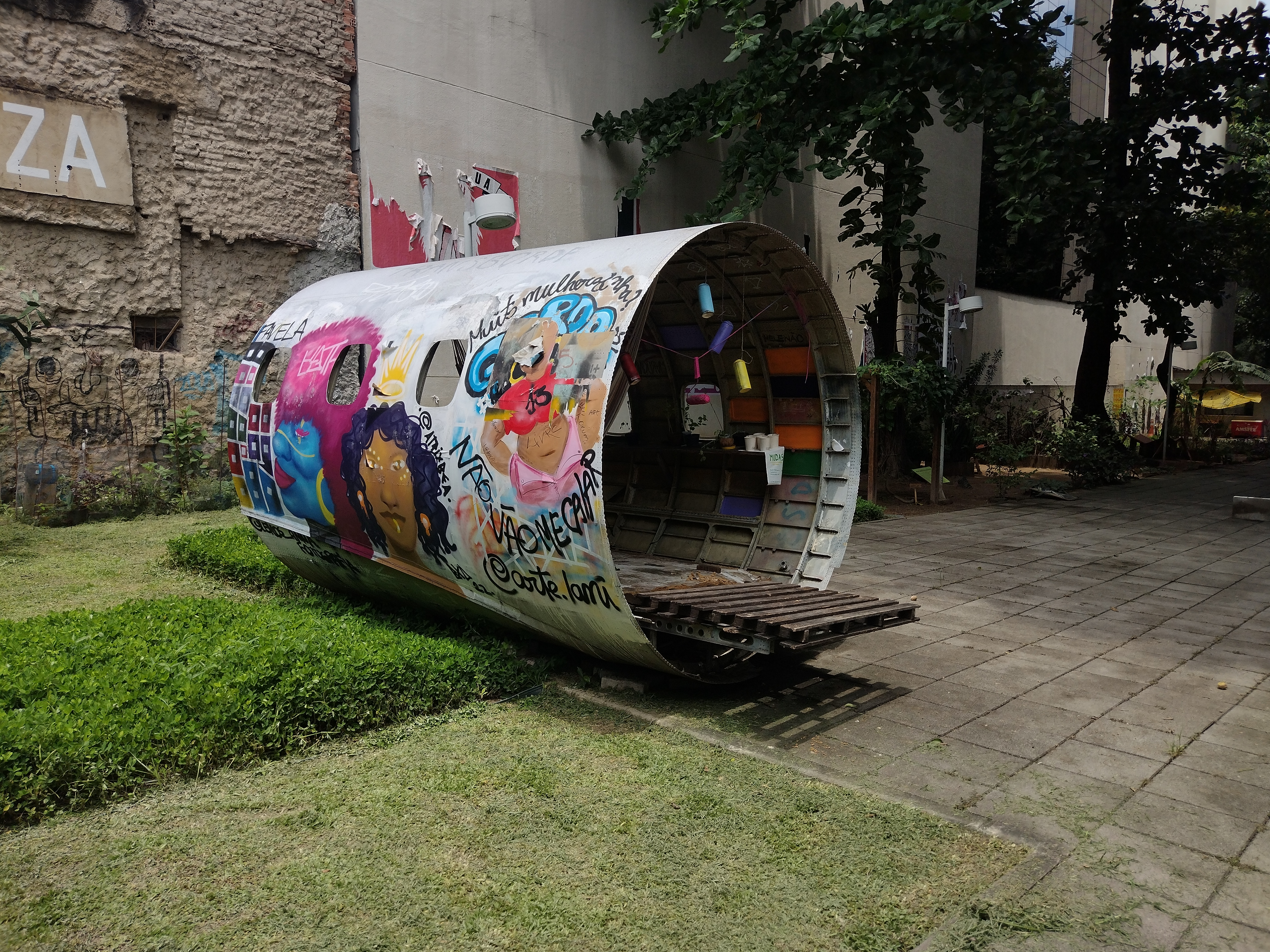
Avião
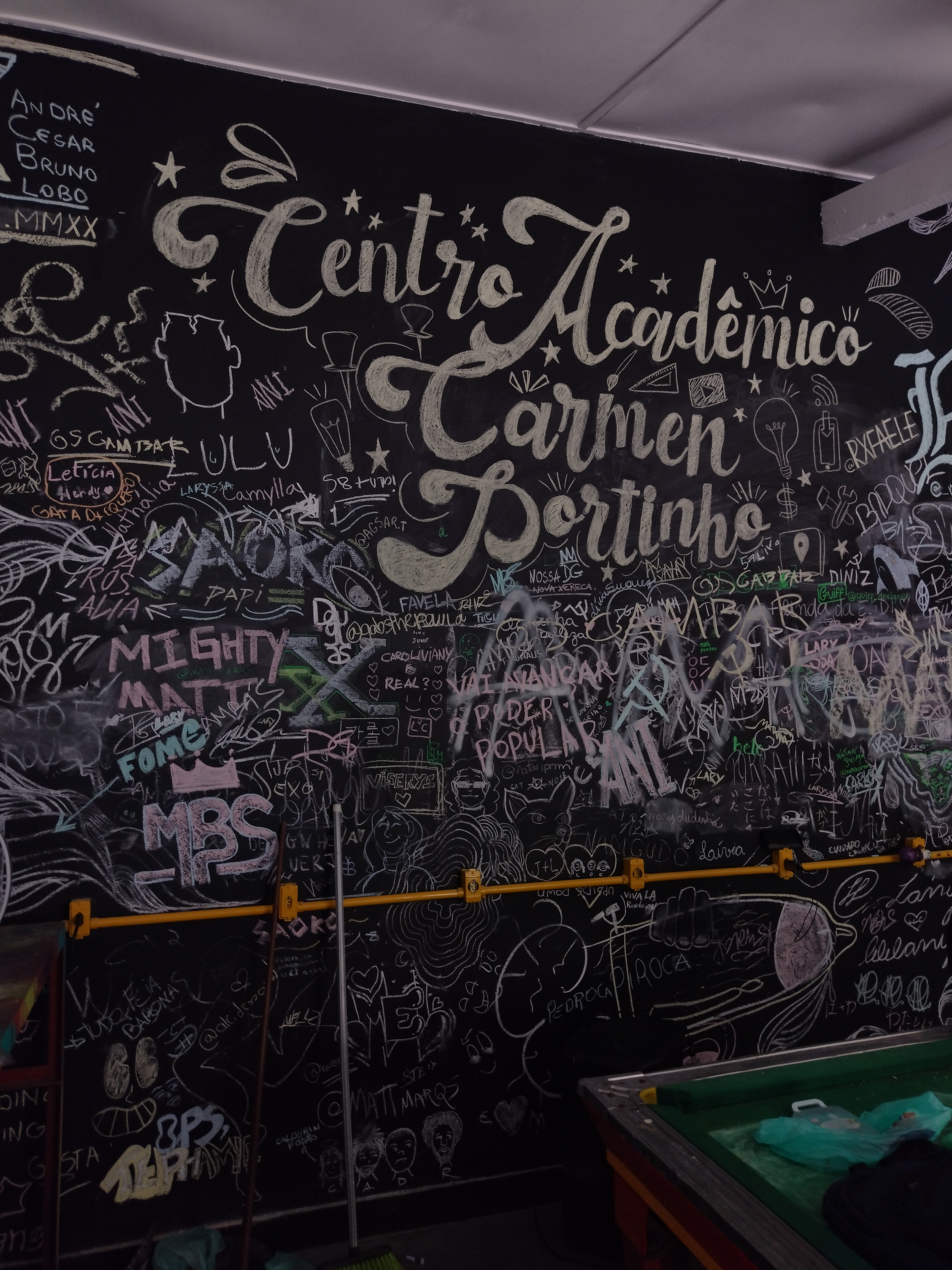
Parede de giz do Centro Acadêmico
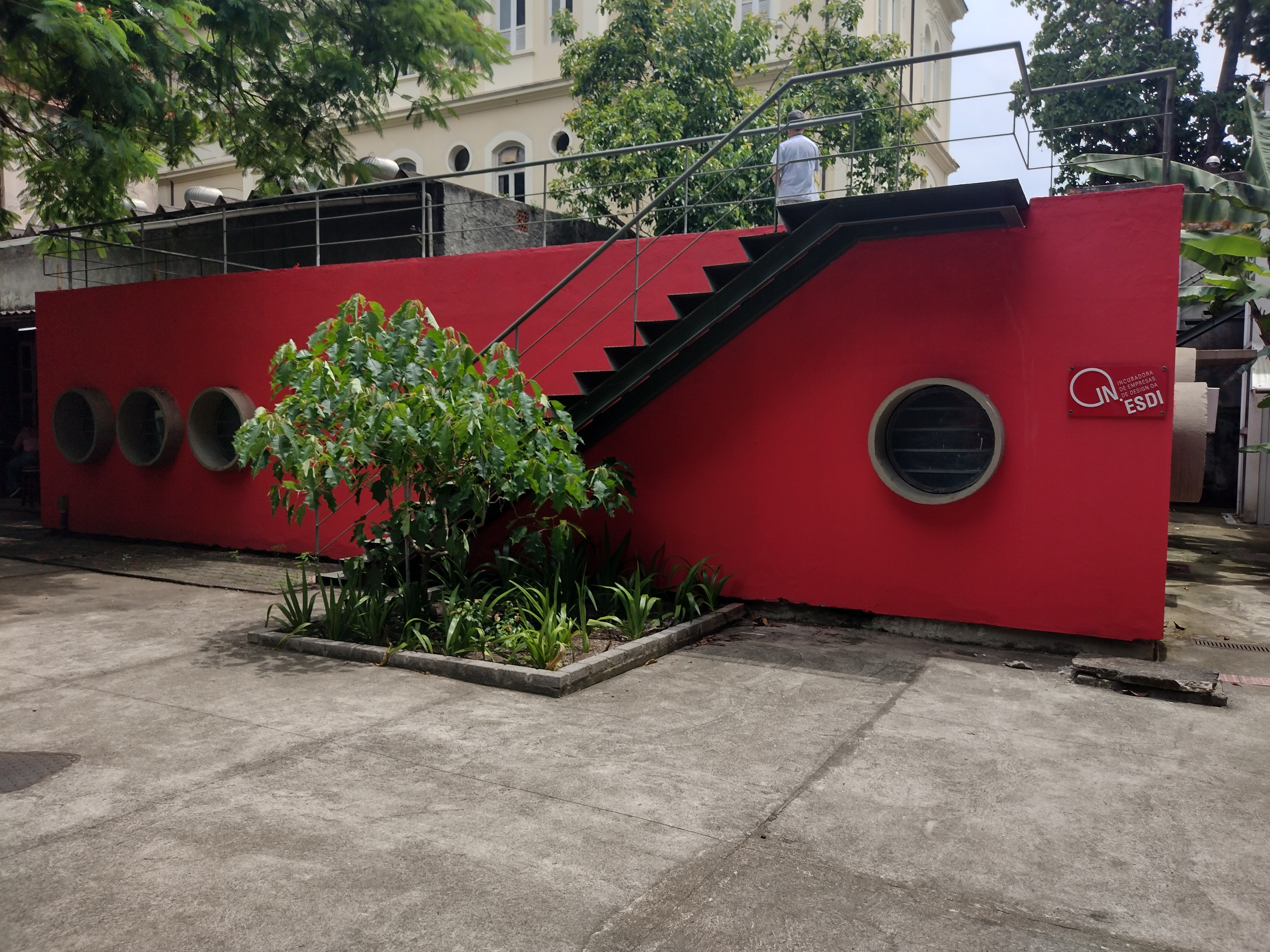
Incubadora
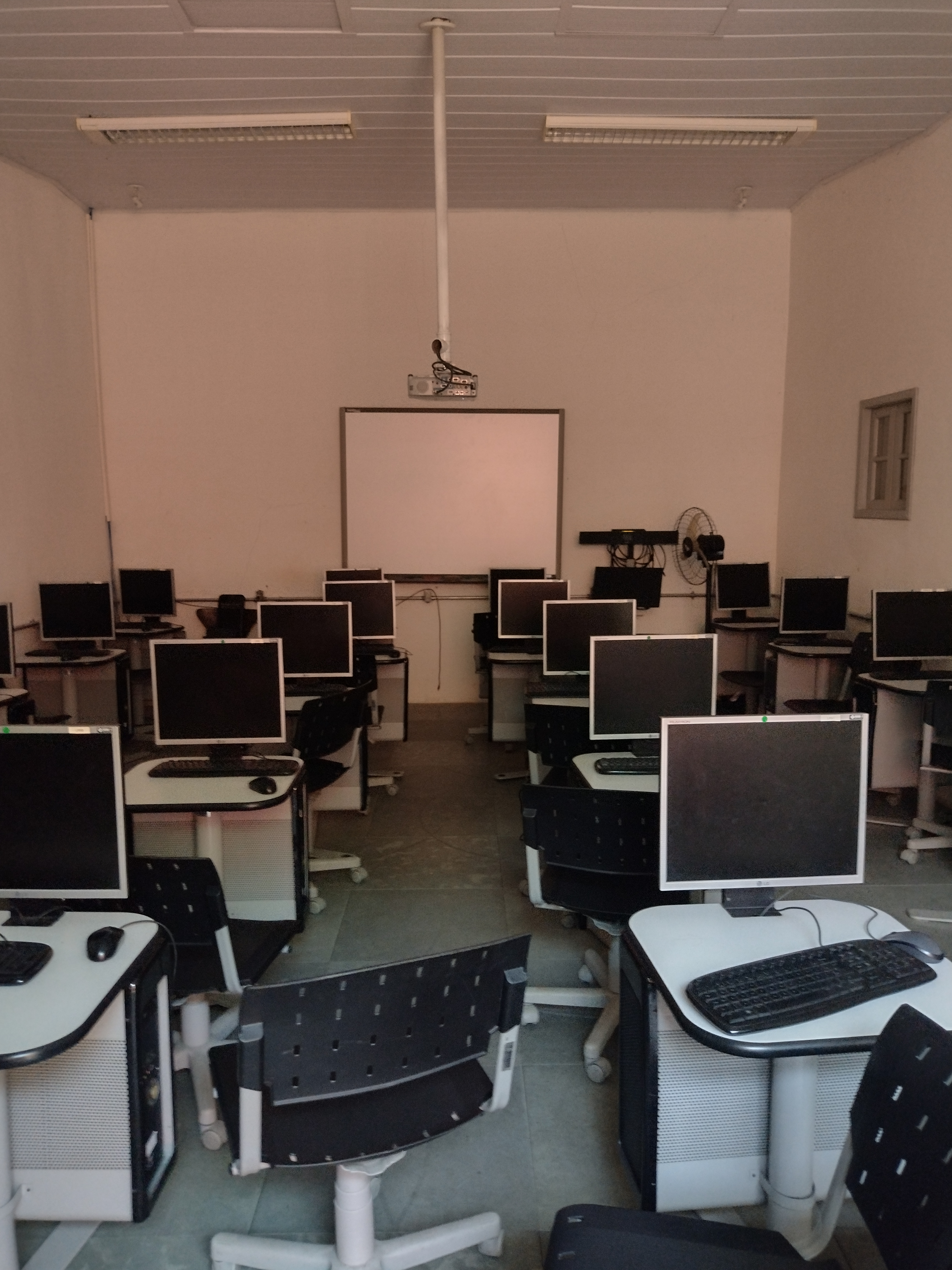
Sala Revoluti
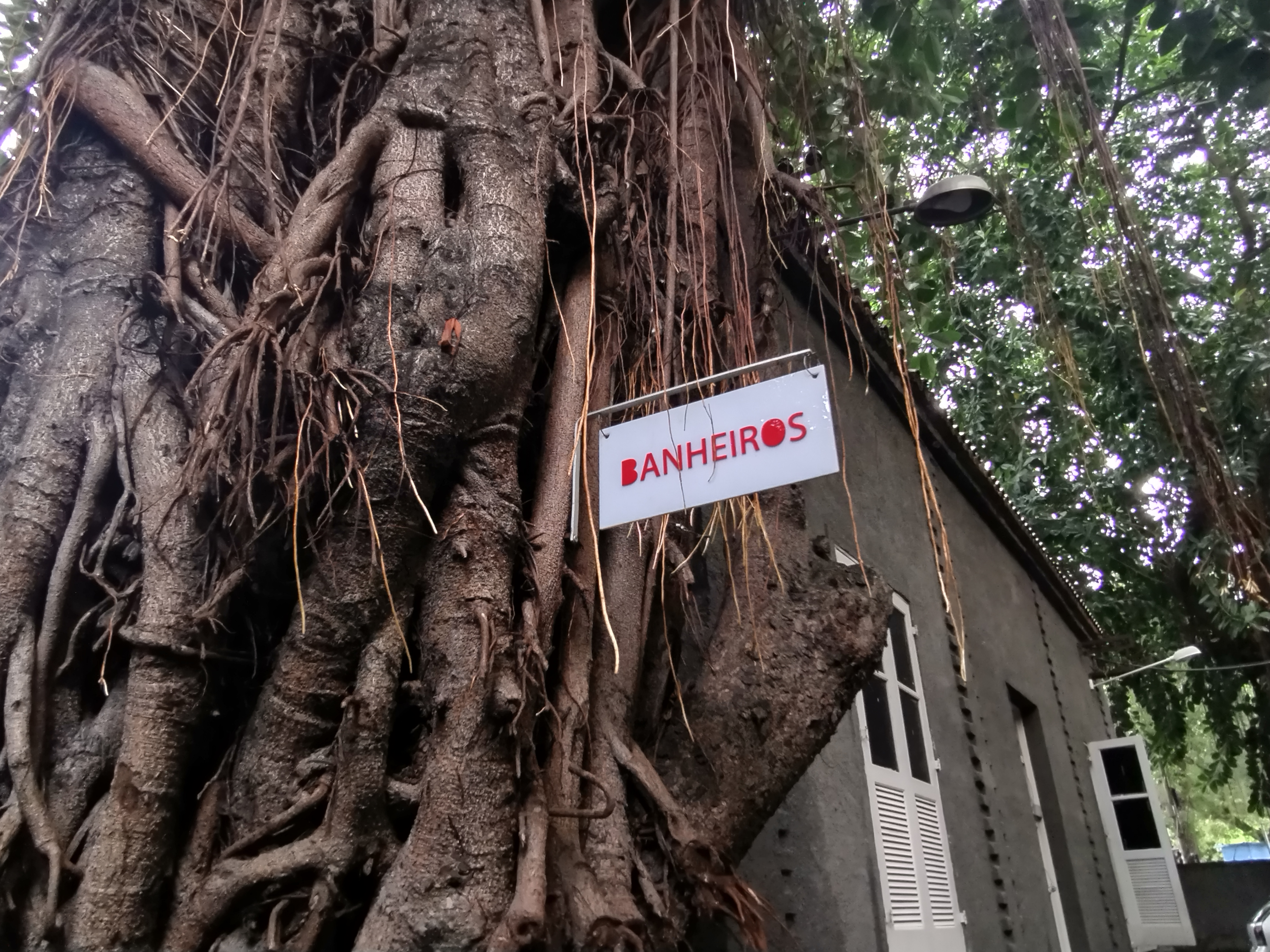
Placa de Sinalização dos Banheiros
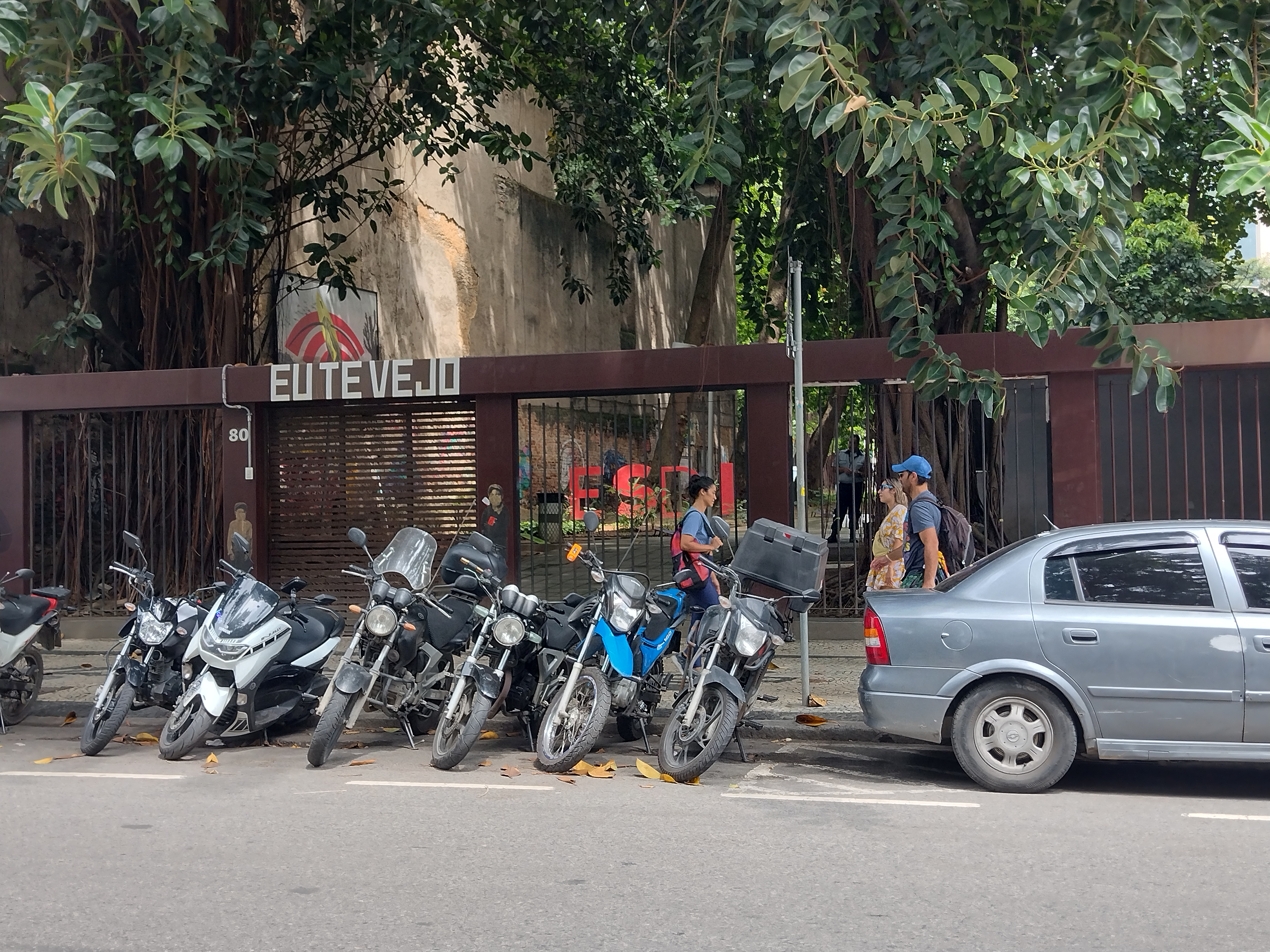
Entrada da Rua do Passeio
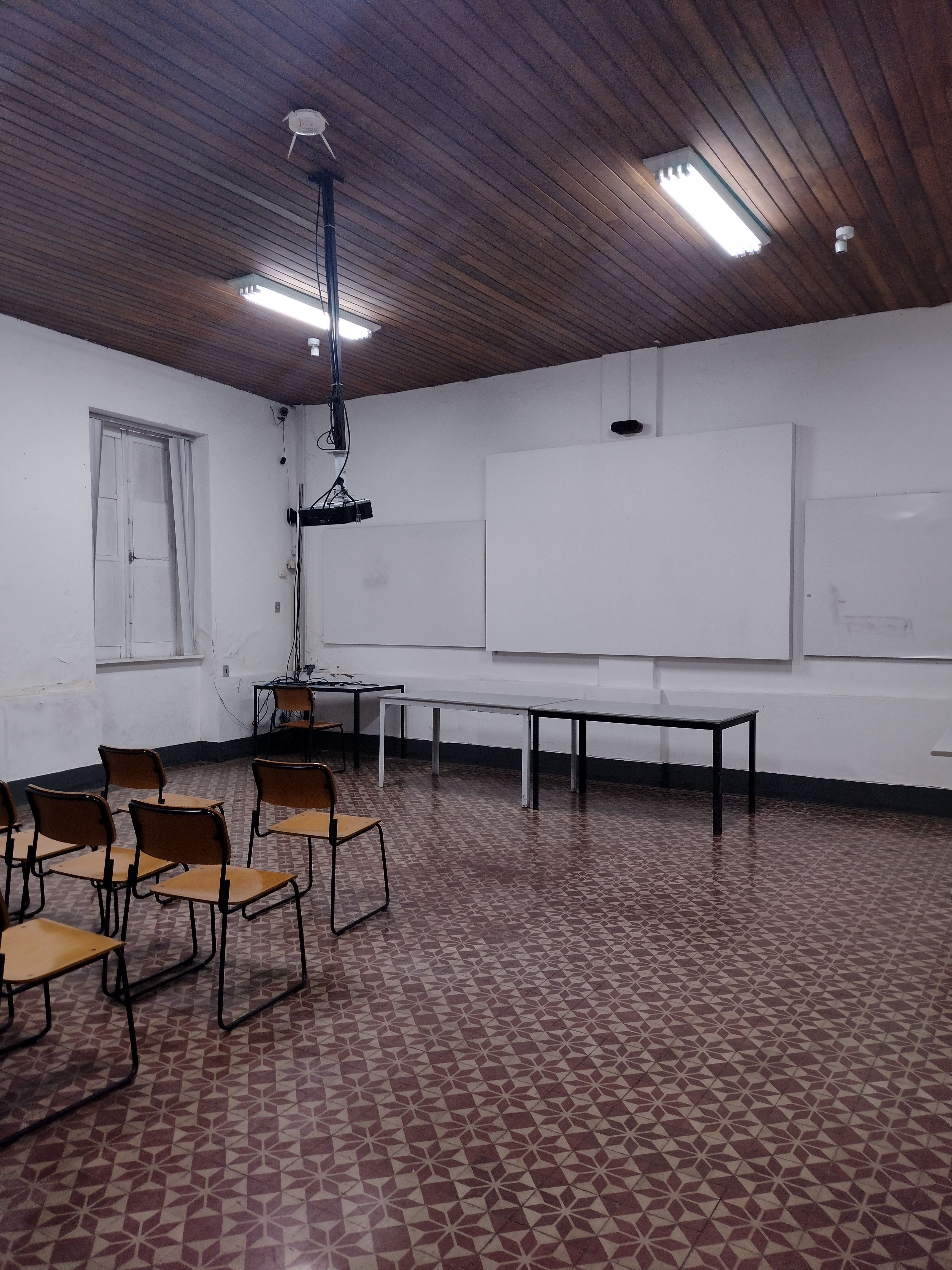
Sala de Projeção
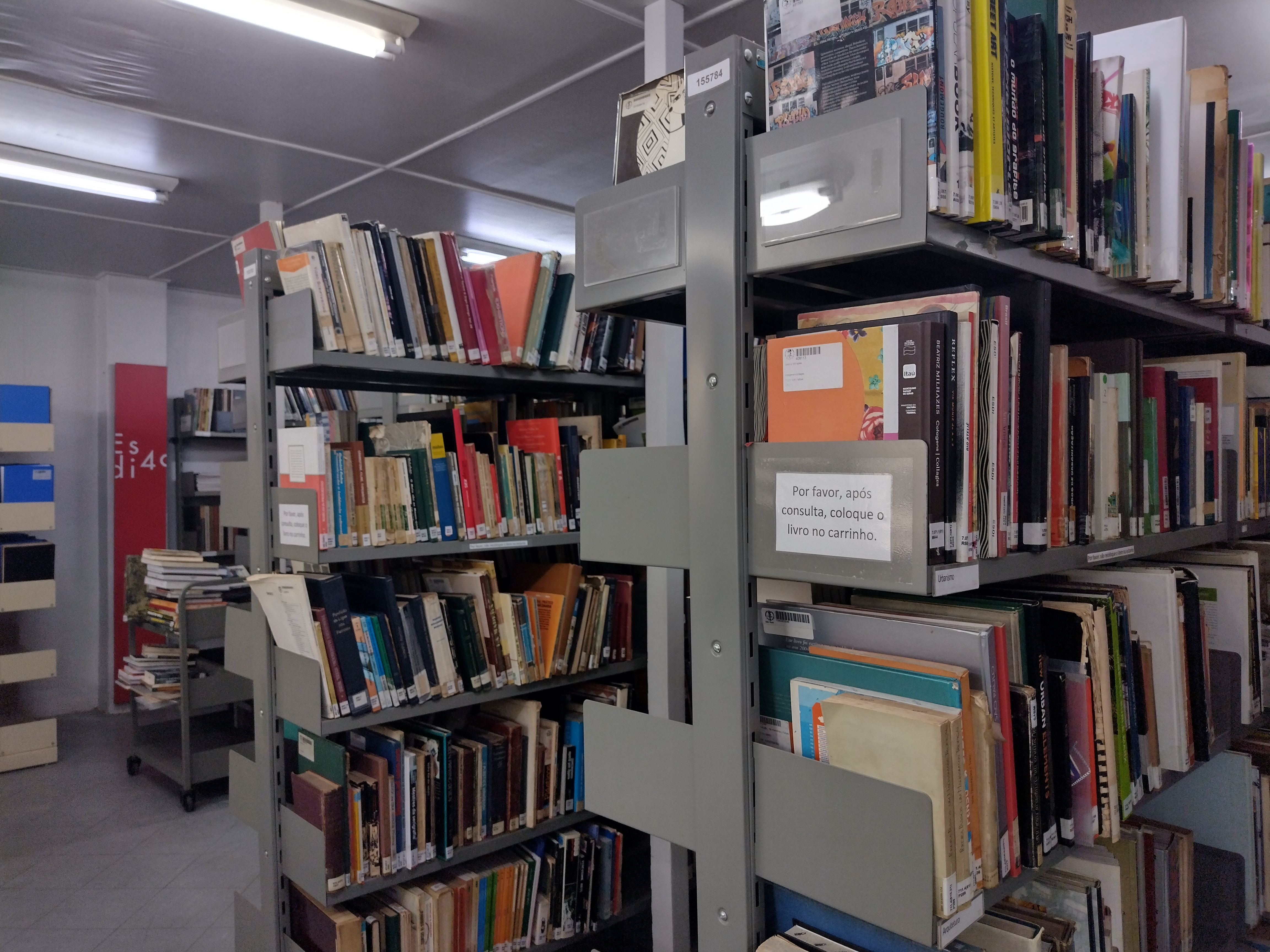
Biblioteca da ESDI
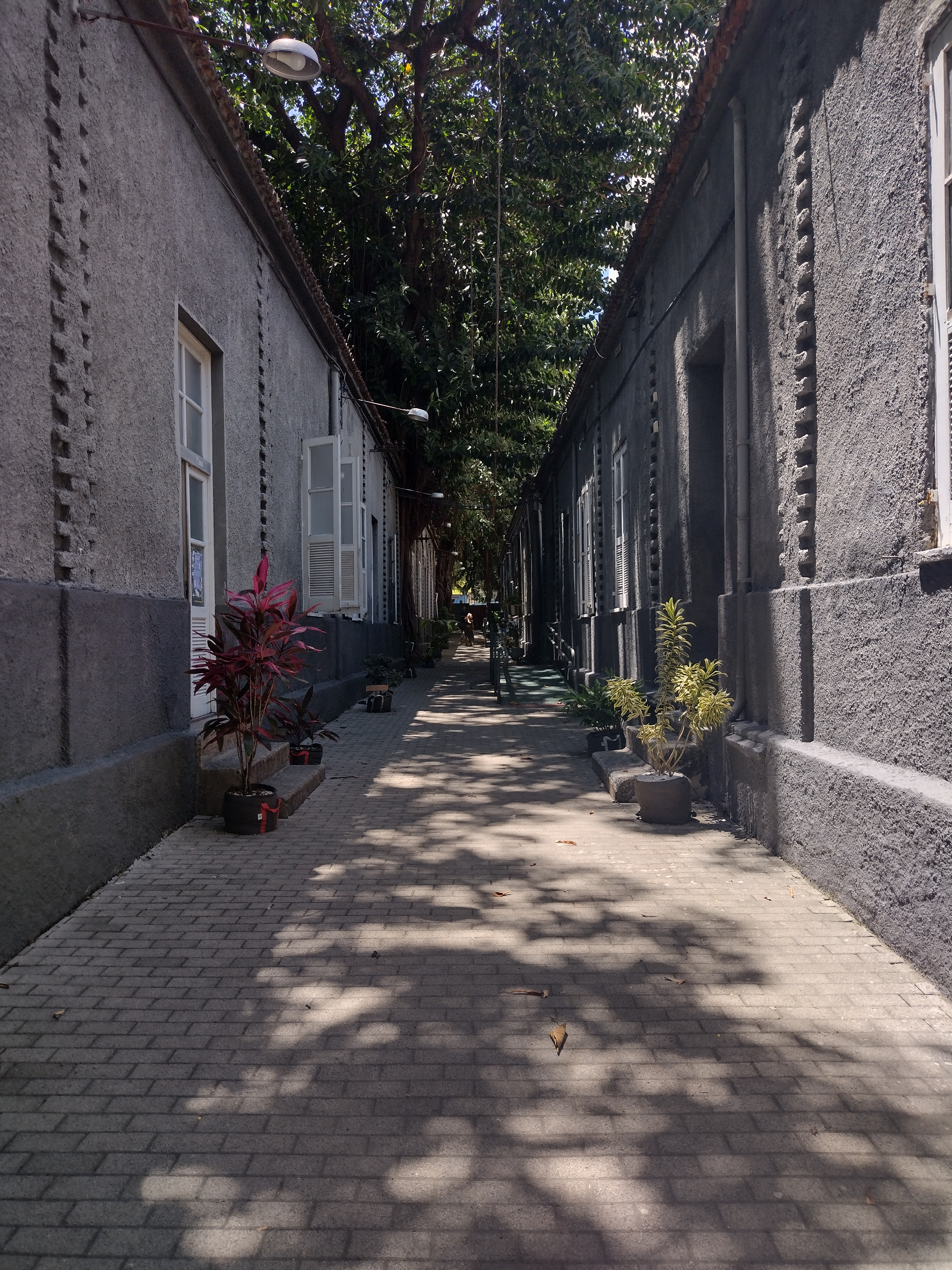
Boulevard da ESDI que dá acesso as salas de aula, pós-graduação, laboratórios e secretaria

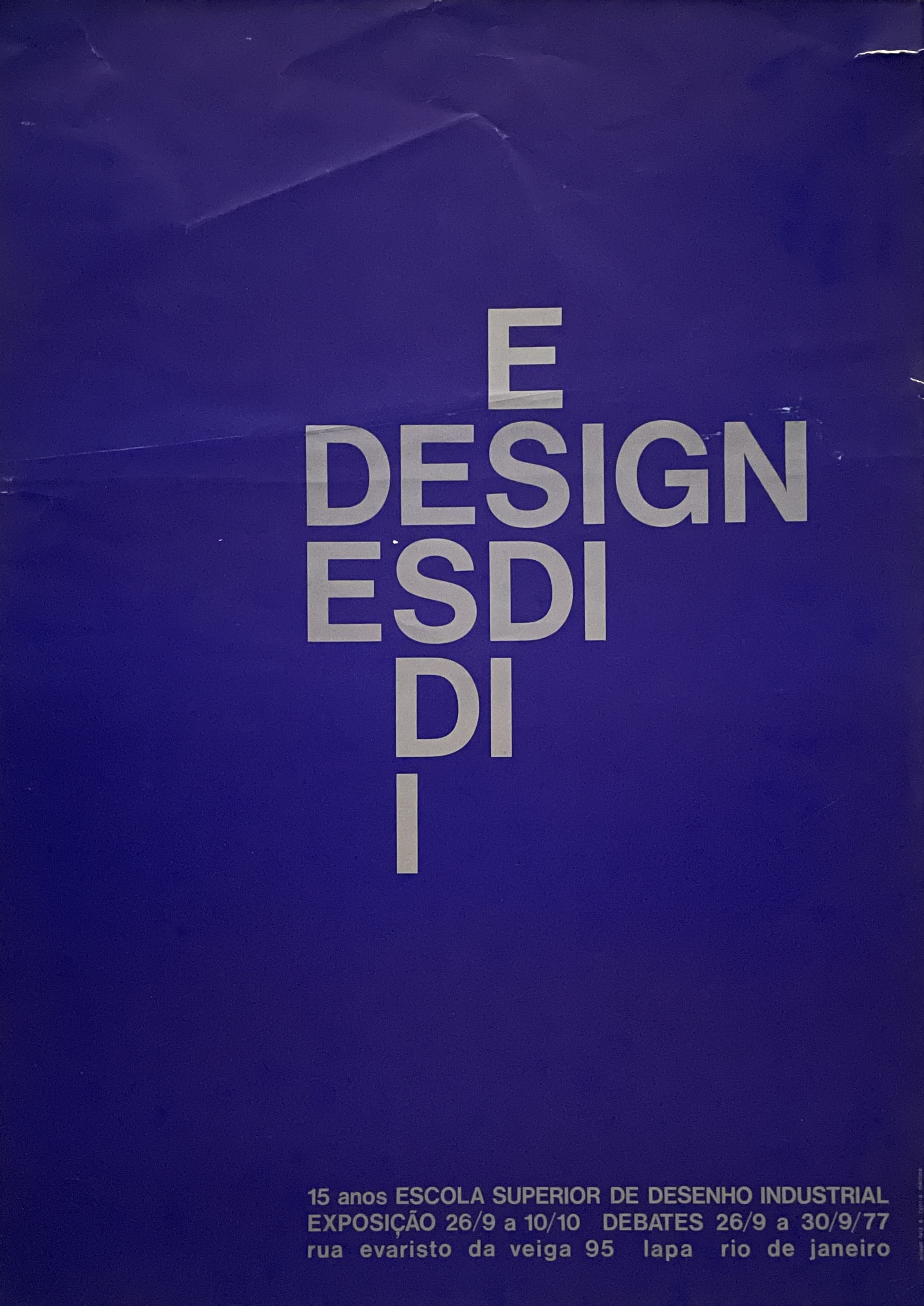
Poster comemorativo aos 15 anos da Escola Superior de Desenho Industrial, 1977.